# Melanargia florentinamonticola
Melanargia florentinamonticola är en fjärilsart som beskrevs av Ruggero Verity 1919. Melanargia florentinamonticola ingår i släktet Melanargia och familjen praktfjärilar. Inga underarter finns listade i Catalogue of Life.